# Farbanti
Na mitologia nórdica , Fárbauti ( Velho Nórdico : "atacante cruel") é o marido jötunn de Laufey e o pai de Loki , e possivelmente também de Helblindi e Byleistr . Ele é atestado na Prosa Edda , escrita no século 13 por Snorri Sturluson , e na poesia dos Skalds da Era Viking . Acredita-se que o nome e o caráter de Fárbauti foram inspirados pela observação dos fenômenos naturais que cercam o surgimento de incêndios florestais.
No livro Prosa Edda Gylfaginning , a figura introduzido de High diz que Loki é filho do jötunn Fárbauti e que "Laufey ou Nál é sua mãe". Em Skáldskaparmál , Fárbauti recebe mais três menções. No capítulo 16, Lokakenningar ou "maneiras de se referir a Loki" são fornecidas, uma das quais diz "filho de Fárbauti e Laufey, ou Nál". No capítulo 17, uma obra do século X skald Úlfr Uggason é citada referindo-se a Loki como "filho terrivelmente astuto de Fárbauti". No capítulo 22, Fárbauti é referenciado no Haustlöng do século X skald Þjóðólfr de Hvinir , onde Loki é referido como "filho de Fárbauti".